# Frames
Frames — третий студийный альбом британской рок-группы Oceansize, выпущен 1 октября 2007 года на лейбле Superball Music. Запись стала дебютной для нового бас-гитариста группы — Стивена Ходсона.

## Об альбоме
В мае 2008 года вышло переиздание альбома. К нему прилагался DVD-диск, содержащий исполнение всех песен релиза, документальные материалы и несколько концертных треков. Данный выпуск также содержал наклейку с логотипом коллектива.
Альбом был полностью исполнен 18 октября 2008 года в Манчестере на одном из трёх концертов, посвящённых десятилетию группы.

## Список композиций
1. «Commemorative ____ T-Shirt» – 8:37
2. «Unfamiliar» – 6:32
3. «Trail of Fire» – 8:07
4. «Savant» – 8:07
5. «Only Twin» – 7:22
6. «An Old Friend of the Christies» – 10:20
7. «Sleeping Dogs and Dead Lions» – 6:43
8. «The Frame» – 10:41
9. «Voorhees» – 11:11

## Над альбомом работали

### Oceansize
- Майк Веннарт — вокал, гитара
- Гэмблер — гитара
- Стив Дароуз — гитара, вокал
- Стивен Ходсон — бас-гитара
- Марк Хирон — ударные

### Приглашённые музыканты
- Паула Симпсон — скрипка
- Джастин Лингард — скрипка
- Симэй Ву — виолончель

### Запись
- Крис Шелдон — продюсер, инженер, звукооператор, сведение
- Oceansize — продюсирование
- Джим Андерсон — ассистент инженера
- Дик Битэм — мастеринг

### Оформление
- Робин Финк — рисунок тушью
- Карл Годвин — фотография
- Сандра Хилтманн — дизайн